# La Haute-Chapelle
La Haute-Chapelle is een plaats en voormalige gemeente in het Franse departement Orne (regio Normandië) en telt 613 inwoners (2004). De plaats maakt deel uit van het arrondissement Argentan.

## Geschiedenis
Op 1 januari 2016 is La Haute-Chapelle gefuseerd met Domfront en Rouellé tot de gemeente Domfront en Poiraie. 

## Geografie
De oppervlakte van La Haute-Chapelle bedraagt 19,1 km², de bevolkingsdichtheid is 32,1 inwoners per km².
De onderstaande kaart toont de ligging van La Haute-Chapelle met de belangrijkste infrastructuur en aangrenzende gemeenten.

## Demografie
Onderstaande figuur toont het verloop van het inwonertal(bron: INSEE-tellingen).
Domfront · La Haute-Chapelle · Rouellé